# Laccophilus paranus
Laccophilus paranus är en skalbaggsart som beskrevs av Guignot 1957. Laccophilus paranus ingår i släktet Laccophilus och familjen dykare. Inga underarter finns listade i Catalogue of Life.